# Vestalis amethystina
Vestalis amethystina — вид рівнокрилих бабок родини красуневих (Calopterygidae).

## Поширення
Населяє дощові ліси Малайзії, Сінгапуру, Суматри і Таїланду.

## Опис
Вузьке тіло з зелено-блакитним металевим відливом досягає в довжину 50-56 міліметрів. Тонкі напівпрозорі крила виростають до 30-35 мм, розмах крил до — 75 мм.
Самиці і самці виду Vestalis amethystina практично не відрізняються один від одного: великі сферичні очі, потовщена головогрудь, колір якої помітно відрізняється від забарвлення тіла, три пари дуже довгих і тонких ніжок. Однак відрізнити хто є хто можна і досить просто — у самця на задньому кінці тулуба розташована пара анальних придатків.

## Спосіб життя
Її можна зустріти в дощових тропічних лісах поблизу прісноводних водойм. Ці бабки ніколи далеко не віддаляються від прісноводних водойм, причому вони віддають перевагу більш-менш спокійним озерам, струмочкам і болотам. У воді ростуть і розвивають їхні личинки- німфи, які відрізняються агресивнішою поведінкою в порівнянні з дорослим особинами.